# Rajd Safari 1999
Rezultaty Rajdu Safari (47th Sameer Safari Rally Kenya), eliminacji Rajdowych Mistrzostw Świata w 1999 roku, który odbył się w dniach 25 lutego – 28 lutego. Była to trzecia runda czempionatu w tamtym roku i pierwsza na szutrze, a także trzecia w Production World Rally Championship. Bazą rajdu było miasto Nairobi. Zwycięzcami rajdu została brytyjska załoga Colin McRae i Nicky Grist w Fordzie Focusie WRC. Wyprzedzili oni Francuzów Didiera Auriola i Denisa Giraudeta w Toyocie Corolli WRC oraz Hiszpanów Carlosa Sainza i Luisa Moyę także w Toyocie Corolli WRC. Z kolei w Production WRC zwyciężyła omańsko-nowozelandzka załoga Hamed Al-Wahaibi i Tony Sircombe w Mitsubishi Carismie GT Evo V.
Rajdu nie ukończyło pięć załóg fabrycznych. Fin Tommi Mäkinen w Mitsubishi Lancerze Evo VI został wykluczony z powodu pomocy kibiców przy zmianie przebitych opon. Belg Freddy Loix w Mitsubishi Carismie GT Evo VI odpadł na 3. odcinku specjalnym z poowdu wypadku. Brytyjczyk Richard Burns w Subaru Imprezie WRC wycofał się na 7. odcinku specjalnym na skutek uszkodzenia zawieszenia. Inny kierowca Subaru, Fin Juha Kankkunen, miał awarię układu elektrycznego na 3. oesie. Z kolei Włoch Piero Liatti jadący Seatem Córdobą WRC odpadł na 11. odcinku specjalnym z powodu awarii silnika.

## Zwycięzcy odcinków specjalnych[2]
| Etap | Data      | OS | Godzina | Nazwa                       | Długość   | Zwycięzca                  | Czas      | Śred. pręd  | Lider rajdu    |
| ---- | --------- | -- | ------- | --------------------------- | --------- | -------------------------- | --------- | ----------- | -------------- |
| 1    | 25 lutego | 1  | 15:00   | Cheetah Anza – Isha 1       | 2,42 km   | Juha Kankkunen             | 1:53,4    | 76,83 km/h  | Juha Kankkunen |
| 1    | 26 lutego | 2  | 10:25   | Isinya – Orien 1            | 112,40 km | Richard Burns              | 48:25,7   | 139,26 km/h | Richard Burns  |
| 1    | 26 lutego | 3  | 12:11   | Olooloitikosh – Kajiado 1   | 49,06 km  | Carlos Sainz               | 22:38,7   | 129,99 km/h | Carlos Sainz   |
| 1    | 26 lutego | 4  | 14:07   | Hunters Lookout – Timbuctoo | 72,56 km  | Richard Burns              | 36:11,0   | 120,32 km/h | Carlos Sainz   |
| 1    | 26 lutego | 5  | 16:00   | Lenkili – Il Bisel 1        | 113,41 km | Tommi Mäkinen              | 59:57,3   | 113,50 km/h | Richard Burns  |
|      |           |    |         |                             |           |                            |           |             | Richard Burns  |
| 2    | 27 lutego | 6  | 7:33    | Elmenteita – Olenguruone    | 89,13 km  | Richard Burns              | 42:56,2   | 124,55 km/h | Richard Burns  |
| 2    | 27 lutego | 7  | 10:35   | Nyaru – Eldama Ravine       | 87,59 km  | Didier Auriol              | 56:15,9   | 93,40 km/h  | Colin McRae    |
| 2    | 27 lutego | 8  | 13:42   | Morendat – Mbaruk           | 81,40 km  | Tommi Mäkinen              | 41:03,0   | 118,98 km/h | Colin McRae    |
| 2    | 27 lutego | 9  | 15:59   | Marigat – Gari Ya Moshi     | 124,65 km | Carlos Sainz               | 1:01:03,9 | 122,48 km/h | Colin McRae    |
|      |           |    |         |                             |           |                            |           |             | Colin McRae    |
| 3    | 28 lutego | 10 | 7:33    | Lenkili – Il Bisel 2        | 113,41 km | Didier Auriol              | 1:00:22,4 | 112,71 km/h | Colin McRae    |
| 3    | 28 lutego | 11 | 9:26    | Isinya – Orien 2            | 112,40 km | Ian Duncan                 | 50:22,7   | 133,87 km/h | Colin McRae    |
| 3    | 28 lutego | 12 | 11:14   | Olooloitikosh – Kajiado 2   | 49,06 km  | Tommi Mäkinen              | 22:59,7   | 128,01 km/h | Colin McRae    |
| 3    | 28 lutego | 13 | 14:00   | Cheetah Anza – Isha 2       | 2,42 km   | Carlos Sainz Tommi Mäkinen | 1:56,9    | 74,53 km/h  | Colin McRae    |

| Zwycięzcy OS-ów | Zwycięzcy OS-ów |
| Kierowca        | Ilość           |
| --------------- | --------------- |
| Tommi Mäkinen   | 4               |
| Richard Burns   | 3               |
| Carlos Sainz    | 3               |
| Didier Auriol   | 2               |
| Ian Duncan      | 1               |
| Juha Kankkunen  | 1               |

## Klasyfikacja ostateczna
| Miejsce                | Zawodnik               | Pilot                  | Samochód                    | Czas                   | Strata                 | Grupa                  | Punkty                 |                        |
| Klasyfikacja generalna | Klasyfikacja generalna | Klasyfikacja generalna | Klasyfikacja generalna      | Klasyfikacja generalna | Klasyfikacja generalna | Klasyfikacja generalna | Klasyfikacja generalna | Klasyfikacja generalna |
| ---------------------- | ---------------------- | ---------------------- | --------------------------- | ---------------------- | ---------------------- | ---------------------- | ---------------------- | ---------------------- |
| 1.                     | Colin McRae            | Nicky Grist            | Ford Focus WRC              | 8:41:39.0              |                        | A8 M                   | 10                     |                        |
| 2.                     | Didier Auriol          | Denis Giraudet         | Toyota Corolla WRC          | 8:56:05.0              | +14:26.0               | A8 M                   | 6                      |                        |
| 3.                     | Carlos Sainz           | Luis Moya              | Toyota Corolla WRC          | 8:59:46.0              | +18:07.0               | A8 M                   | 4                      |                        |
| 4.                     | Ian Duncan             | David Williamson       | Toyota Corolla WRC          | 9:05:35.0              | +23:56.0               | A8                     | 3                      |                        |
| 5.                     | Petter Solberg         | Fred Gallagher         | Ford Focus WRC              | 9:26:28.0              | +44:49.0               | A8 M                   | 2                      |                        |
| 6.                     | Harri Rovanperä        | Risto Pietiläinen      | SEAT Córdoba WRC            | 9:40:08.0              | +58:29.0               | A8 M                   | 1                      |                        |
| 7.                     | Frédéric Dor           | Kevin Gormley          | Subaru Impreza WRC          | 9:41:38.0              | +59:59.0               | A8 TC                  |                        |                        |
| 8.                     | Hamed Al-Wahaibi       | Tony Sircombe          | Mitsubishi Carisma GT Evo V | 10:05:09.0             | +1:23:30.0             | N4                     |                        |                        |
| 9.                     | Luís Climent           | Álex Romaní            | Mitsubishi Lancer Evo III   | 10:08:24.0             | +1:26:45.0             | N4 TC                  |                        |                        |
| 10.                    | Hideaki Miyoshi        | Eido Osawa             | Subaru Impreza WRX          | 10:42:00.0             | +2:00:21.0             | N4                     |                        |                        |
| PWRC                   |                        |                        |                             |                        |                        |                        |                        |                        |
| 1. (8.)                | Hamed Al-Wahaibi       | Tony Sircombe          | Mitsubishi Carisma GT Evo V | 10:05:09.0             |                        | N4                     | 10                     |                        |
| 2. (9.)                | Luís Climent           | Álex Romaní            | Mitsubishi Lancer Evo III   | 10:08:24.0             | +3:15.0                | N4 TC                  | 6                      |                        |
| 3. (10.)               | Hideaki Miyoshi        | Eido Osawa             | Subaru Impreza WRX          | 3:46:58.7              | +36:51.0               | N4                     | 4                      |                        |
| 4. (12.)               | Manfred Stohl          | Peter Müller           | Mitsubishi Lancer Evo V     | 11:41:42.0             | +1:36:33.0             | N4                     | 3                      |                        |
| 5. (14.)               | John Lloyd             | David Horsey           | Subaru Impreza WRX          | 11:51:31.0             | +1:46:22.0             | N4                     | 2                      |                        |
| 6. (15.)               | Shahnawaz Murji        | Mohammed Verjee        | Subaru Impreza WRX          | 12:22:27.0             | +2:17:18.0             | N4                     | 1                      |                        |
| 2L WRC                 |                        |                        |                             |                        |                        |                        |                        |                        |
| 1. (18.)               | Phineas Kimathi        | Abdul Sidi             | Hyundai Coupé               | 13:26:16               | –                      | A7                     |                        |                        |

1. ↑  Litera M przy oznaczeniu grupy do której należy samochód oznacza, iż tylko ci kierowcy zdobywali punkty dla swoich zespołów liczonych w klasyfikacji producentów na koniec sezonu.

## Klasyfikacja po 3 rundach
Tabele przedstawiają tylko pięć pierwszych miejsc.

### Kierowcy
| Lp. | Kierowca       | Pkt |
| --- | -------------- | --- |
| 1   | Tommi Mäkinen  | 20  |
| 2   | Didier Auriol  | 13  |
| 3   | Colin McRae    | 10  |
| 4   | Carlos Sainz   | 10  |
| 5   | Juha Kankkunen | 7   |

### Producenci
| Lp. | Producent                    | Pkt |
| --- | ---------------------------- | --- |
| 1   | Toyota Castrol Team          | 23  |
| 2   | Marlboro Mitsubishi Ralliart | 20  |
| 3   | Ford Motor Co. Ltd.          | 17  |
| 4   | Subaru WRT                   | 10  |
| 5   | Seat Sport                   | 7   |